# Інститут ісландських студій Арні Маґнуссона
Інститут ісландських студій Арні Маґнуссона (ісл. Stofnun Árna Magnússonar í íslenskum fræðum) — науково-дослідний інститут у Рейк'явіку, який перебуває у віданні міністерства освіти, науки та культури Ісландії. Основний науковий центр країни у галузі вивчення ісландської мови та літератури, а також середньовічної рукописної спадщини. Названий на честь Арні Магнуссона, відомого збирача середньовічних рукописів.
Ісландський інститут рукописів створено в складі Університету Ісландії 1962 року для зберігання частини рукописів і архівних документів Арнамагнеанської колекції рукописів, переданих Ісландії ще 1927 року Данією (де жив Арні Магнуссон і опинилися на зберіганні його матеріали). На той час колекція налічувала лише чотири рукописні книги та близько 700 актів. Однак після того, як 1972 року Данія почала передавання Ісландії всіх манускриптів і актів Арнамагнеанської колекції (а також інших аналогічних рукописів, що зберігаються в Королівській бібліотеці Данії, перш за все, із зібрання Бріньольфура Свейнссона), в яких йдеться про ісландську історію та культуру, число рукописів у фонді інституту досягло більш ніж 1800. Серед них цінні пам'ятки: найповніші рукописи Старшої та Молодшої Едд (а також ілюстрований список останньої), Книги ісландців, Книги про заселення Ісландії, Книги з Плоського острова, а також багатьох скандинавських саг. Інститут ісландських студій Арні Маґнуссона та Арнамагнеанський інститут у Копенгагені, заснований в 1956 році, де зберігається друга частина Арнамагнеанської колекції рукописів, тісно співпрацюють, щоб забезпечити довгострокове збереження манускриптів у колекції та доступ до них.
2006 року Ісландський інститут рукописів виведено зі складу університету та об'єднано з Інститутом ісландської мови (створеним 1985 року як основна інстанція, що регулює розвиток мови), Інститутом лексикографії Університету Ісландії, Інститутом Сігурдура Нордаля та Інститутом іменування географічних об'єктів (що діяв при Музеї Іслдандії) в одну наукову установу.